# Abbaye d'Oigny
L'abbaye d'Oigny, de son nom complet utilisé au XVIIIe siècle « abbaye royale de Notre-Dame d'Oigny »,, est un monastère de chanoines augustins fondé sur des lieux déjà occupés par une plus ancienne communauté monastique. À la fin du XIe siècle, Albéric de Cîteaux et Étienne Harding, chassés de Molesmes, y trouvent refuge avant de fonder l'abbaye de Citeaux. Située à Oigny dans le département de la Côte-d'Or et la région Bourgogne-Franche-Comté, l'abbaye elle-même n'est fondée qu'en 1106. Son histoire reste marquée par une importante effervescence spirituelle au XIIe siècle, étroitement liée à la création des ordres cistercien et prémontré via un échange de textes entre leurs initiateurs,.
Le développement matériel de l'abbaye fut important et, malgré quelques ventes de terres entre les XVIIe siècle et XVIIIe siècle pour mettre fin à des procès, l'abbaye sera toujours considérée comme une abbaye riche à la fin de l'ancien régime. Sur son cartulaire, l'abbaye d'Oigny est d'ailleurs dénommée en latin "Ungiacensis, domus inclyta" soit "Oigny, illustre maison".
Elle est située dans un vallon à une dizaine de kilomètres de la source de la Seine. Lors de la Révolution française, ses bâtiments et possessions sont saisis et vendus aux familles qui exploitaient les terres attenantes. Une partie de l'abbaye est par la suite utilisée en exploitation agricole tandis que l'autre partie est transformée en demeure bourgeoise dénommée château d'Oigny à partir du XIXe siècle. L'abbaye, qui reste une propriété privée, est inscrite sur la liste des Monuments Historiques en 1990.

## Histoire

### Fondation

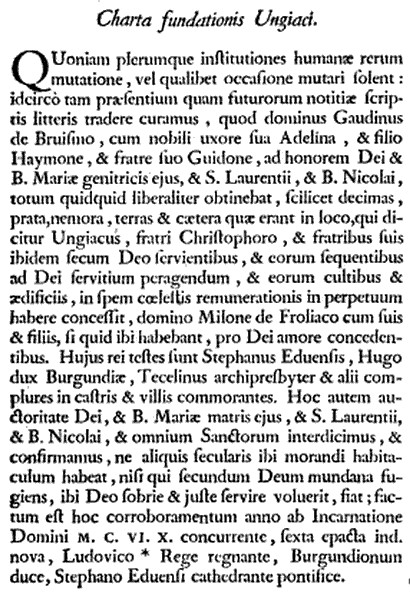
Charte de la fondation de l'abbaye d'Oigny tirée de la Gallia Christiana.

L'abbaye d'Oigny est située dans le creux d'un vallon boisé où coule la Seine, dont la source se situe à quelques kilomètres plus au Sud. Le lieu ne fut pas choisi par hasard : il répond à tous les critères nécessaires à la vie autarcique avec la présence d'eau, de bois, de pierre, d'argiles et de vastes terrains à défricher. On note même une carrière de marbre dans l'enclos monastique à 200 m des bâtiments actuels,. Bien que l'endroit constitue le lieu monastique par excellence, une autre raison peut également expliquer l'établissement d'une fondation religieuse à cette localisation précise. L'historien Prosper Mignard fait état de l'existence d'Oigny dès la période celtique, avec la présence d'un culte païen dédié aux sources et à l'eau. Selon lui, des divinités païennes auraient été retrouvées à Oigny. L'établissement d'une communauté monastique en ce lieu aurait donc eu vocation à détrôner le mysticisme des anciens rites de la localité. Prosper Mignard ajoute : 

« La solitude d'Oigny était trop tentante par son aspect sauvage, pour ne pas devenir un lieu d'ermitage. Aussi avait-il été choisi comme tel par un pieux solitaire nommé Christophorus. »

 La première communauté présente à Oigny est donc un groupe de cénobites probablement installés ici durant la seconde moitié du  XIe siècle. En effet, Oigny est mentionné comme le lieu de refuge d'Albéric de Cîteaux et d'Etienne Harding, juste avant qu'ils ne partent fonder l'ordre Cistercien en 1098, ayant quitté l'abbaye de Molesme dont les moines refusaient leur vision trop rigoriste de la règle de Saint Benoit. Nul doute que la grande solitude et la pauvreté absolue de la communauté d'Oigny de l'époque fut pour eux une sorte d'idéal qui inspira les futurs Cisterciens dans leur quête de la stricte observance. Cet épisode de l'épopée cistercienne à Oigny est plutôt méconnu puisqu'il a longtemps été négligé par la difficulté de traduire et localiser le lieu nommé Uinicus dans les textes latins cisterciens,. Toutefois, la proximité géographique entre l'abbaye de Molesme et Oigny laisse peu de doute sur le fait que ce soit selon toute vraisemblance le lieu où Albéric et Étienne se sont provisoirement retirés avant de fonder l'ordre Cistercien avec Robert de Molesme. Les échanges spirituels qui auront lieu par la suite semblent confirmer une relation étroite entre Oigny et Cîteaux.
La communauté d'Oigny dirigée par Christophorus n'est érigée en abbaye à proprement parler qu'au début du XIIe siècle à la suite de la charte de fondation de l'abbaye matérialisée par des donations de seigneurs locaux : Gaudin de Duesme et Milon de Frôlois. La communauté est placée sous le triple vocable de la Vierge, de saint Laurent et de saint Nicolas, ce qui montre une certaine ambition de ses fondateurs. L'ordre choisi est celui des chanoines réguliers de saint Augustin, ce qui est une curiosité en Côte d'Or où seule l'abbaye Notre-Dame de Châtillon y est également rattachée. Toutefois, ce choix est assez répandu pour les communautés fondées par des ermites.

### XIIe-XIIIesiècles: la prospérité

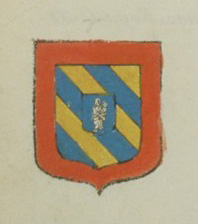
Armoiries de la communauté religieuse de l'abbaye d'Oigny.

Les deux siècles qui suivirent furent sans doute les plus prospères de l'abbaye d'Oigny dont la genèse est suivie d'un important développement matériel et spirituel dont l'Histoire ne lui a pas beaucoup rendu hommage. En effet, de nombreuses donations eurent lieu dès l'abbatiat de Constantin et le nombre de religieux augmente parallèlement. Est alors entrepris la rédaction du Coutumier de l'abbaye d'Oigny afin d'organiser la vie de la communauté et des éventuelles abbaye-filles qu'Oigny pourrait constituer. Deux monastères dépendants d'Oigny sont connus à ce jour, il s'agit d'une communauté de femmes installée un peu plus loin sur l'actuelle commune d'Oigny et d'un autre établissement sur l'actuelle commune de Baigneux-les-Juifs mentionné en 1265. Cependant, même si l'abbaye d'Oigny n'a pas créé d'ordre monastique à proprement parler, son coutumier servira de base à la création de l'ordre des Prémontrés, également des chanoines Augustins, comme l'explique l'ouvrage Cîteaux, commentarii cistercienses, Volume 23 de 1972 : 

« Prémontré aurait terminé son travail avant 1139, et en rendant le texte emprunté à Oigny, le rédacteur de cet ordre aurait noté sur son exemplaire les adaptations apportées par son collègue de Prémontré.  Cet échange de textes aurait eu lieu sous l'abbatiat de Constantin [...] »

Cet ouvrage n'est pas le seul à faire le lien de filiation spirituelle entre Prémontré et Oigny dans les Mélanges à la mémoire du Père Anselme Dimier,Volume 2 l'auteur semble surpris qu'une abbaye oubliée ait inspiré le grand ordre des Prémontrés : 

« Prémontré ne s'est pas inspiré directement de Cîteaux pour l'organisation de l'ordre. L'intermédiaire a été l’obscure abbaye d'Oigny, qui n'a pas laissé traces d'une congrégation mais qui a dû en avoir l'intention. »

 Cette impulsion spirituelle de l'abbaye d'Oigny est donc justifiée par l'importante extension territoriale du domaine abbatial à la même époque qui laissait présager une possibilité pour la communauté d’essaimer.
Sont notées en effet des possessions sur toutes les terres alentour, listées dans le terrier tenu par les moines. Notamment dans les actuelles communes de : Alise-Sainte-Reine, Ampilly-les-Bordes, Arnay-sous-Vitteaux, Billy-lès-Chanceaux, Bussy-le-Grand, Cessey, Dampierre-en-Montagne, Duesme, Échalot, Étalante, Fixin, Frôlois, Gissey-sous-Flavigny, Magny-Lambert, Mauvilly, Marcilly-lès-Vitteaux, Ménétreux-le-Pitois, Poiseul-la-Ville-et-Laperrière, Posanges, Salives, Venarey-les-Laumes, Vitteaux, Volnay (Côte-d'Or).
Le duc Hugues II de Bourgogne lui-même fit don au monastère des terres d'Orret, dont les abbés d'Oigny sont les seigneurs (comme pour d'autres lieux) pendant tout le Moyen Âge. La grande prospérité de cette période correspond à l'édification de bâtiments plus dignes du rang que l'abbaye d'Oigny avait atteint. Ainsi le XIIIe siècle voit la construction de l'important bâtiment conventuel (toujours existant), de l'abbatiale, de l'ancien réfectoire et de bâtiments annexes. Cet ambitieux programme d'amélioration coïncide avec la visite de Saint Louis à l'abbaye d'Oigny.

« En 1269, Saint Louis, avant son nouveau départ pour la Terre Sainte, voulut faire un pèlerinage de dévotion en Bourgogne, province qu'il affectionnait et visitait souvent. Il vint à l'abbaye de Cluny et à celle d'Oigny, afin d'unir ses prières à celles des religieux pour la réussite de son entreprise »

La visite du roi à cette période semble être le signe le plus évident de l'importance qu'avait atteint la communauté d'Oigny dès le Moyen Âge. Mais la visite du roi fut peut-être motivée par une considération plus spirituelle, et notamment par la présence dans le monastère d'Oigny d'une partie des reliques de saint Baudry,,,,.
Autre signe visible de l'opulence et de l'importance de l'abbaye d'Oigny est la possession d'un hôtel particulier à Dijon.

### XIVe-XVesiècles: les libéralités
La période qui précède les guerres de Religion est relativement paisible à Oigny et l'on y note surtout diverses chartes d'affranchissement dans les possessions de l'abbaye ou la nomination de maires (major) à Baigneux et Cessey. Ces maires sont surtout des régisseurs ou intendants des biens de l'abbaye, au fil des siècles les moines n'auront d'ailleurs de cesse de déléguer la gestion et l'exploitation de leur domaine devenu considérable.

### XVIe-XVIIesiècles: les troubles
Comme dans de nombreuses abbayes la prospérité et l'évolution des mœurs eurent un impact sur l'observation des règles religieuses. Dès 1530, les chanoines d'Oigny entrèrent en conflit avec l'abbé Gendron. Il fut convenu, outre les considérations alimentaires et pécuniaires, que les religieux auraient dorénavant une cellule individuelle en lieu et place du grand dortoir commun. Les dispositions intérieures du bâtiment conventuel furent modifiées à la suite de cette décision, douze cellules distribuées par une grande galerie sont alors créées à l'étage dans l'ancien dortoir qui était aussi volumineux que celui de l'abbaye de Fontenay.
L'abbé Gendron fut le dernier abbé régulier et lui succèderont des abbés commendataires, nommés par le roi, qui ne seront pas toujours très consciencieux dans leur gestion. Toutefois l'un des abbés commendataire, Jean Chandiot, s'est illustré par un legs important (cent arpents de bois pour être convertis en terres labourables) à sa communauté d'Oigny. En 1636, l'abbaye d'Oigny se retrouve malgré elle impliquée dans la guerre de Trente Ans. En effet, les troupes impériales du duc de Lorraine, commandée par le général Matthias Gallas ravagent la Bourgogne. Les religieux durent quitter Oigny pour se réfugier à Dijon dans leur hôtel. On ignore si l'abbaye en elle-même a subi des dégâts mais il est avéré que le bourg de Baigneux, seigneurie des abbés d'Oigny, fut complètement pillé par les troupes françaises qui, indisciplinées et mal payées, commettaient autant d'exactions que les armées adverses. Après les guerres et les pillages ; il ne reste plus que deux religieux à l'abbaye en 1644. Une réforme s'impose et elle fut confiée aux génovéfains de l'abbaye Notre-Dame de Châtillon.

### XVIIe-XVIIIesiècles: les génovéfains

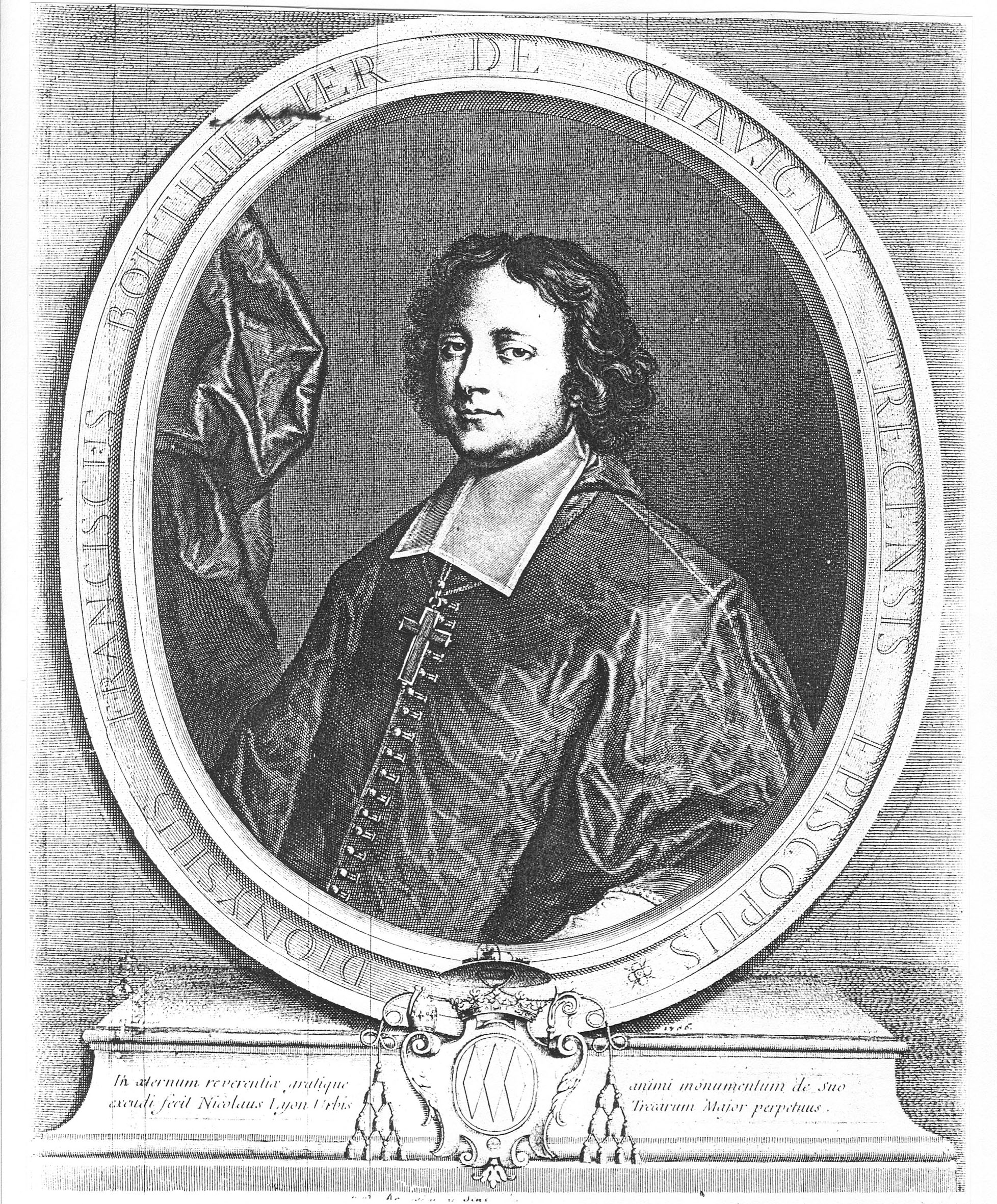
Denis-François Bouthillier de Chavigny.

Durant la seconde moitié du XVIIe siècle, le calme revient à Oigny et, malgré quelques ennuis judiciaires, un vaste programme d'amélioration du confort de l'abbaye va être lancé par la famille Bouthillier de Chavigny. Cette famille aura la charge d'abbé commendataire d'Oigny durant près d'un siècle et laissera une marque importante sur le monument.
La famille Bouthillier était durant les règnes de Louis XIII et Louis XIV l'une des plus prestigieuses de France. En effet Claude Bouthillier, surintendant des finances de Louis XIII, est le numéro deux du gouvernement derrière Richelieu dont il a la confiance. Son fils Léon Bouthillier sera quant à lui Secrétaire d'État des Affaires étrangères. Leur influence auprès du roi leur permit d'avoir la survivance familiale de la charge d'abbé commendataire d'Oigny. Denis-François Bouthillier de Chavigny, le dernier abbé de cette famille à Oigny, était le petit-fils de Léon Bouthillier et terminera sa carrière comme Archevêque de Sens.
C'est à cette période, plus précisément en 1680, que fut construit le logis abbatial, son aménagement a complètement transformé la partie Sud de l'abbaye auparavant occupée par les cuisines, le réfectoire et d'autres salles dont l'utilité n'est pas connue. Le réfectoire fut transféré dans l'ancienne salle des moines (jouxtant la salle capitulaire) et la cuisine trouve sa place dans l'ancien chauffoir (qui lui jouxtait l'ancienne salle des moines).
Les modifications apportées à l'architecture de l'abbaye ne s'arrêtent pas là puisqu'une nouvelle entrée est construite à l'Est afin de simplifier l'accès du nouveau logis abbatial. Est donc créée une cour d'honneur fermée par un portail monumental et ceinturée par des communs (remises à arcades, écurie et cellier notamment).
Ce programme architectural du Grand Siècle, bien loin de la rigueur initiale du monastère est un signe évident de l'embourgeoisement des moines et de leurs abbés, issus souvent de la noblesse.
Entre la fin du XVIIe siècle et la première moitié du XVIIIe siècle les aménagements se poursuivent avec la création d'un jardin ordonnancé entre la façade du logis abbatial et la Seine, puis de l'autre côté du fleuve, un jardin en terrasse d'inspiration italienne. Ce jardin marqua l'esprit de plus d'un visiteur de l'abbaye, dont Claude Courtépée (historien Bourguignon du XVIIIe siècle qui s'est rendu à Oigny en 1758) qui écrira :

« Le jardin en est vaste et très proprement entretenu; de l'autre côté de la Seine est une belle allée d'ormeaux, où l'on peut toujours se prommener à l'ombre; au dessus vis à vis la maison, qui est bien bâtie, est une grotte large en rocaille, et une espèce d'ampithéâtre avec trois cascades, ce qui forme un beau coup d'oeil. On voit que les prieurs n'ont rien épargné pour rendre ce lieu très solitaire un peu agréable, car la situation n'est rien moins que gracieuse... »

— Claude Courtépée, Mémoires de l'Académie des sciences, arts et belles-lettres de Dijon
La description de Courtépée laisse présager une réalisation d'une certaine envergure et assez sophistiquée. Certains éléments de ce jardin furent redécouverts en 2018 à la faveur d'un changement de propriétaire du site et du lancement d'une campagne de défrichement des terrasses.
La partie de ce jardin la plus proche du logis abbatial (terrasse qui borde la Seine, y compris la fontaine datée ; jardin de buis entre la Seine et le logis abbatial, y compris le vivier ; pont sur la Seine qui relie la terrasse et le jardin), fut inscrite sur la liste des Monuments Historiques au même titre que les bâtiments dans les années 90.

### L'affaire des billets de confession

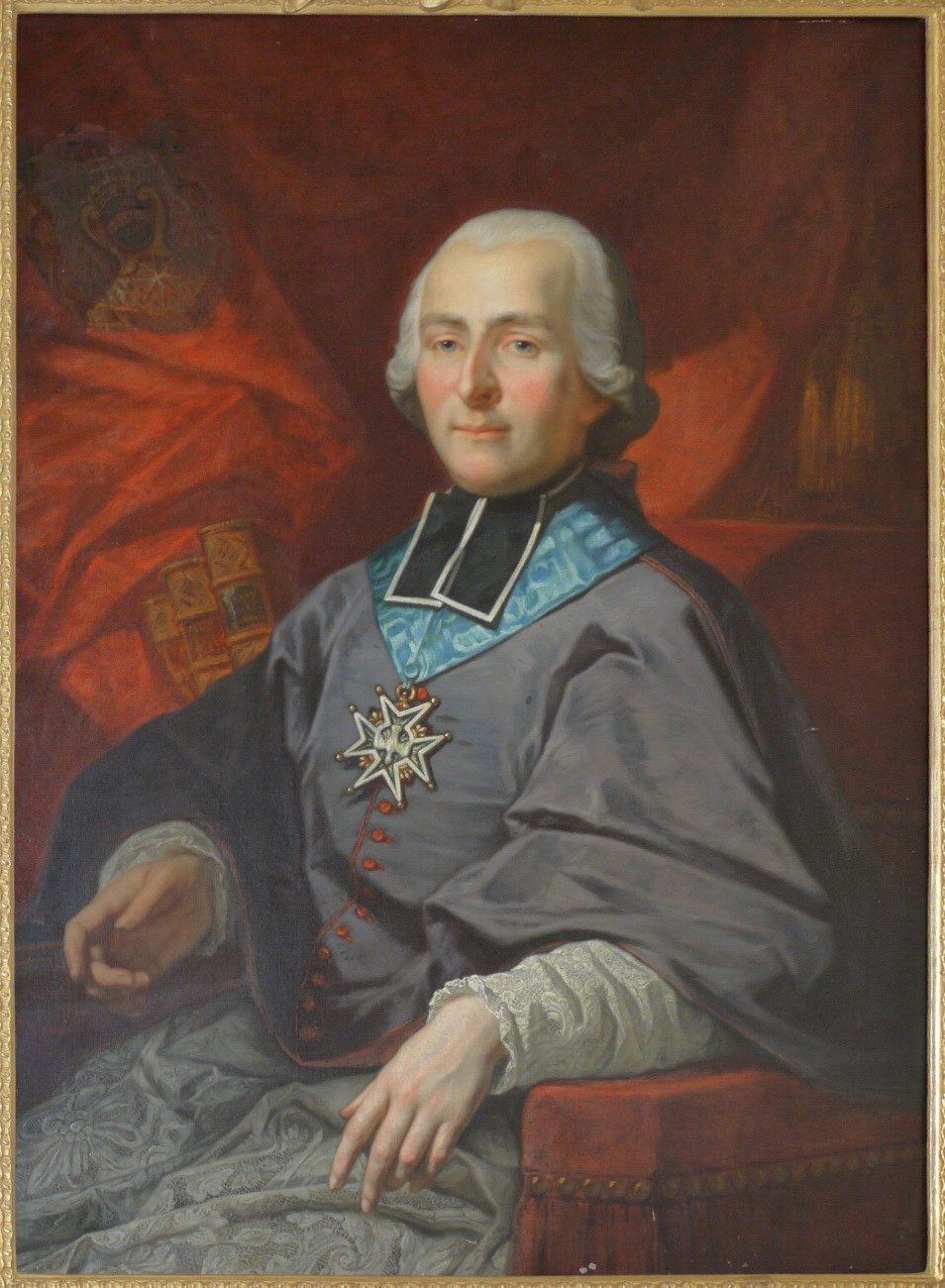
Christophe de Beaumont, archevêque de Paris.

Au milieu du XVIIIe siècle une affaire politico-religieuse embrase les relations entre le clergé et le Parlement de Paris. Des archevêques zélés, dont celui de Paris Mgr Christophe de Beaumont exigent en effet de leurs curés de paroisses de ne donner les derniers sacrements (aux personnes suspectes de jansénisme) que si elles sont en possession d'un billet de confession donné par un prêtre soutenant la bulle papale Unigenitus.
Cette affaire, qui marqua son époque comme une lutte pour déterminer si le pouvoir parlementaire avait la primauté sur le pouvoir religieux, eut des conséquences inattendues pour l'abbaye d'Oigny.
En effet le génovéfain Pierre Bouëttin, qui était dépositaire de la prestigieuse cure de Saint Étienne-du-Mont à Paris, s'illustra dans la stricte observation des recommandations de l'archevêque de Paris en refusa à certains mourants les derniers sacrements. Il eut même l'audace de les refuser au duc Louis d'Orléans dit le "génovéfain" puisqu'il résidait à l'abbaye Sainte Geneviève qui dépend alors de la paroisse de Bouëttin. Il fut condamné par le Parlement de Paris mais avait le soutien inconditionnel de son archevêque, seul habilité à le démettre.
Le roi Louis XV, soucieux de ménager les parties en présence, négocia la démission du chanoine Bouëttin pour ramener le calme chez les parlementaires en échange de la charge d'abbé de l'abbaye royale d'Oigny. Ce qu'il accepta, étant une promotion indéniable au sein de son ordre. Ce fut donc l'unique fois depuis l'instauration du régime de la commende que le titulaire de l'abbaye d'Oigny n'était pas issu de la haute noblesse mais était un vrai religieux, issu de surcroit du même ordre monastique.
Cette nomination ne fut cependant pas au gout de tous, certains trouvant étrange qu'une personne condamnée par la Parlement de Paris fut ainsi gratifiée par le Roi. La marquise de Pompadour y fait d'ailleurs allusion dans ses mémoires :

« En effet, s'étoit une injure faite au parlement, que de tirer Bouettin de la prison où on l'avoit enfermé, et de lui donner une riche abbaye. D'un autre côté l'archevêque ayant déclaré devant le parlement que le curé de Saint Etienne-du-Mont étoit dans ses droits, que sa conscience ne lui permettoit aucun accomodement, le clergé devoit trouver fort tyrannique l'opposition que le ministère prétendoit mettre au refus de sacrements. »

— Marquise de Pompadour, Mémoires de Madame la marquise de Pompadour, Volume 2
La publication hebdomadaire Janséniste de l'époque fait également état de la nomination de Bouettin à Oigny :

« L'étrange contradiction qui se trouve entre les expressions du Roi, improuvant publiquement & authentiquement la conduite de ce Curé, & la récompense éclatante & honorable qui lui est accordée au nom de S. M., est un de ses prodiges qui n'ont point d'exemples, & est qui étoient reservés au malheureux Siècle de la B. Unigenitus. »

— Nouvelles ecclésiastiques ou mémoires pour servir à l'histoire de la constitution Unigenitus
L'abbé Bouëttin occupera sa fonction à l'abbaye d'Oigny avec autant de zèle que ses anciennes responsabilités puisqu'il n'hésita pas à attaquer en justice son prédécesseur pour lui faire payer des réparations à l'abbaye qu'il avait négligé.
C'est également sous son abbatiat que furent réalisées les deux dépendances de la cour d'honneur (en 1776 et 1777), la captation d'une source (en 1784) et probablement les derniers décors intérieurs de l'abbaye.

### La Révolution

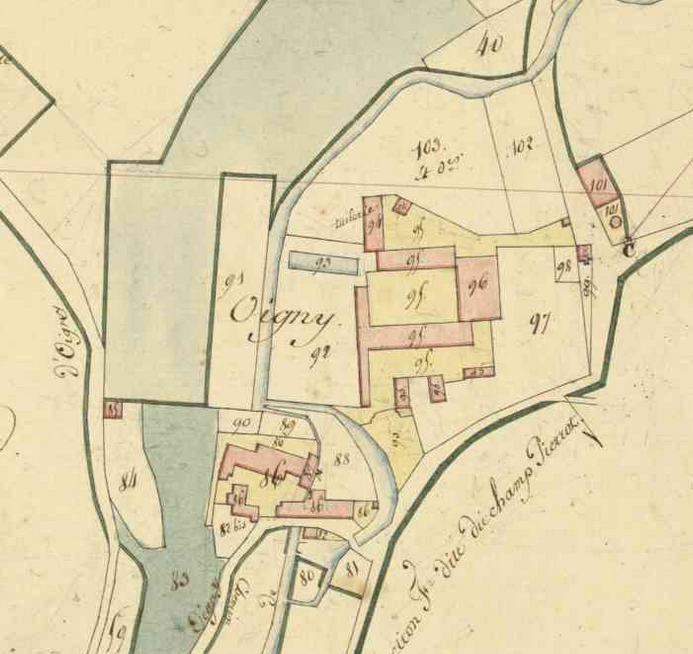
Plan de l'abbaye d'Oigny,
cadastre 1818.

La fin du XVIIIe siècle signe la fin des ordres religieux et la ruine de nombreuses abbayes. L'Assemblée constituante issue de La Révolution, décrète le 2 novembre 1789 la saisie des biens du clergé et supprime les ordres religieux le 13 février 1790.
La totalité des archives de l'abbaye est transférée aux archives départementales de Côte-d'Or, ce qui permet leur conservation. Un inventaire précis des bâtiments et des biens de l'abbaye est dressé par l'administration révolutionnaire en prévision de la vente des biens. Cet inventaire nous permet donc d'avoir un instantané de la situation de l'abbaye à la fin du XVIIIe siècle.
Contrairement à beaucoup de biens saisis à cette période, l'abbaye d'Oigny ne subit pas de dommage direct de la période révolutionnaire. Cela s'explique peut être par l'isolement du lieu et le fait que tous les habitants alentour dépendaient directement du fonctionnement de l'abbaye. Elle est d'ailleurs vendue le 27 thermidor An IV (14 août 1796) aux familles Dumaine puis Benoist qui exploitent les terres attenantes pour le compte des anciens abbés. Les divers bâtiments sont donc utilisés comme habitation ou à usage agricole. De fait, l'abbaye d'Oigny n'est pas défigurée comme de nombreux autres établissements religieux qui ont alors servi de carrière de pierre ou de manufacture.
La fille du citoyen Benoist reçoit l'abbaye en legs et l'apporte à la famille Terrillon par son mariage à Jean Terrillon. Ses descendants seront propriétaires de l'abbaye pendant les deux siècles suivants.
Le plan réalisé peu après la Révolution par les services du cadastre présente donc le monastère et ses dépendances directes, dans leur intégralité.

### XIXesiècle-XXesiècle: La famille Terrillon
L'abbaye est, depuis sa désacralisation, intimement liée à la famille Terrillon. Après la période post-monastique, le domaine devient une habitation bourgeoise habituellement appelée "château d'Oigny", avec d'importantes dépendances agricoles.
En 1840, l'abbaye subit un terrible incendie occasionné par la foudre, qui ravagea la couverture de l'église abbatiale et endommagea une partie de la magnifique charpente du bâtiment conventuel du XIIIe siècle. Les restes de l'abbatiale sont démolis par la famille Terrillon afin d'agrandir le moulin de l'abbaye et d'importants travaux de réparation sont engagés. L'abbaye prend alors la forme qu'on lui connait actuellement, c'est-à-dire principalement dépourvue de son église et du cloître mais conservant les autres bâtiments dans leur aspect (extérieur) du XVIIe siècle.
Les Terrillon firent construire avec le concours des villageois en 1842, à proximité directe de l'abbaye, une chapelle qui devient l'église paroissiale Saint-Jean-Baptiste. En effet la commune ne disposait pas de lieu de culte depuis la Révolution et les habitants devaient se rendre dans un village voisin pour les offices.
Un éminent membre de cette famille s'est particulièrement singularisé ; il s'agit d'Octave Terrillon, grand chirurgien du XIXe siècle à l'hôpital de la Salpêtrière et qui généralisa l'utilisation de l'asepsie en France. Il partage l'abbaye, qui est déjà divisée en plusieurs parties à cette époque, avec le général Sébastien Terrillon qui fut gouverneur de Sousse (Tunisie).

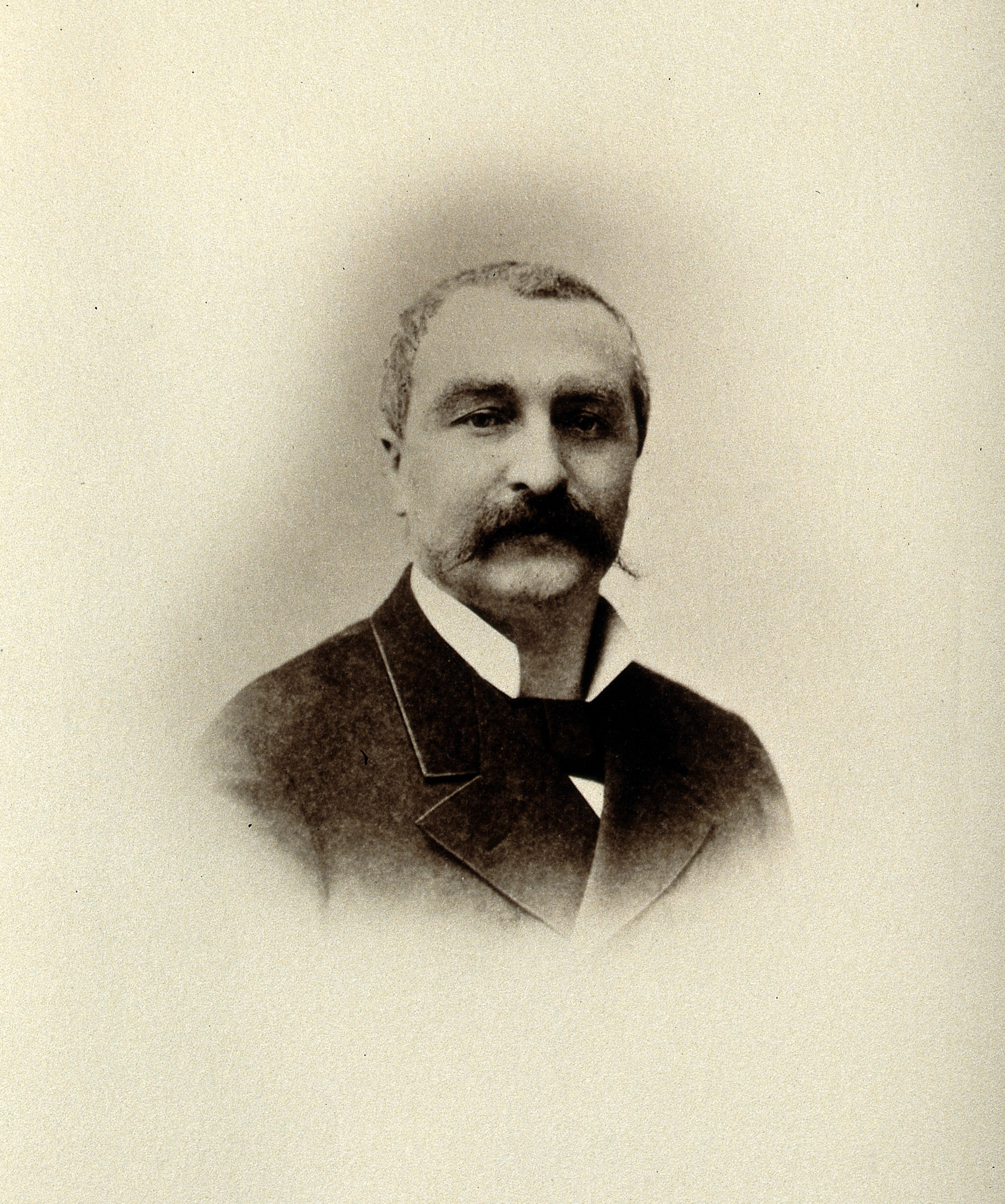
Octave Terrillon.
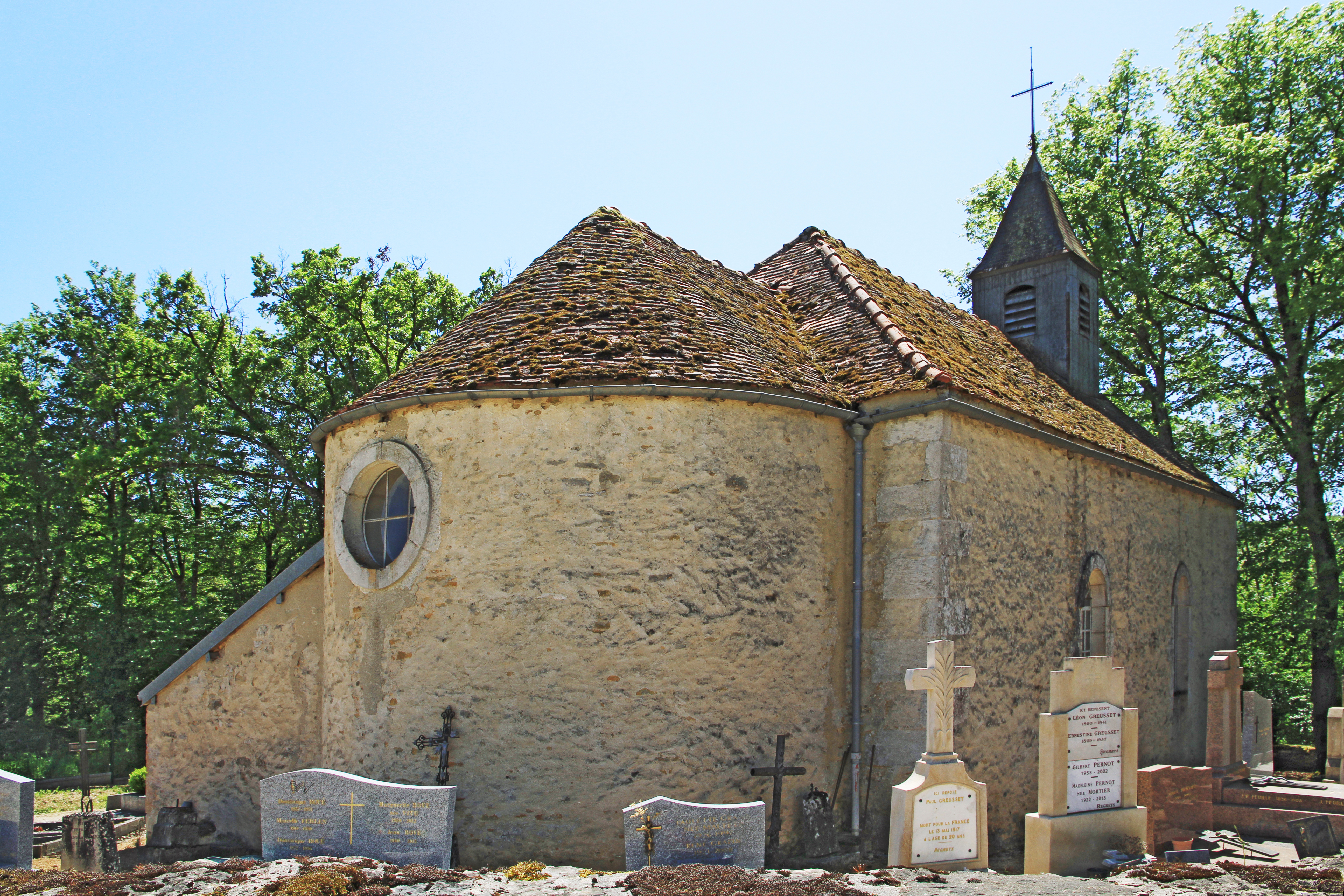
La chapelle.

Les descendants de la famille Terrillon possèdent toujours une partie des bâtiments monastiques qu'il est possible de visiter sur rendez-vous.

### XXIesiècle: de nouveaux projets
En 2017, la partie non-agricole de l'abbaye est vendue pour la première fois depuis le XVIIIe siècle à de nouveaux propriétaires qui ouvrent progressivement de nouveaux espaces au public. Cet ensemble est constitué de l'entrée monumentale du XVIIe, de la cour d'honneur incluant les dépendances du XVIIIe l'angle sud-est du bâtiment conventuel et du logis abbatial ainsi que d'exceptionnels jardins en terrasse conçus pour l'agrément des abbés.

Le jardin concerné par le nouveau projet d'ouverture à la visite
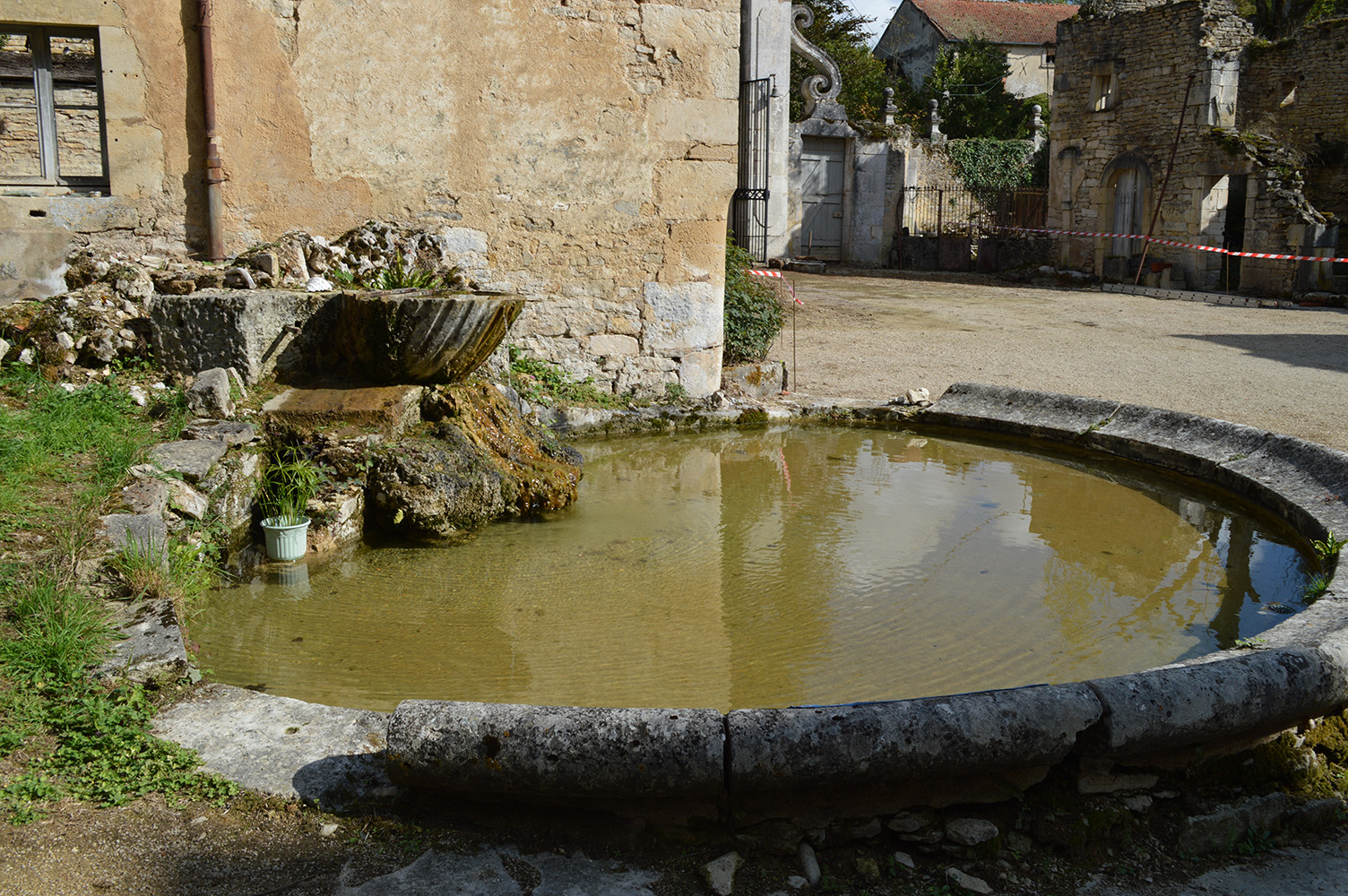
La coquille - cour Est.
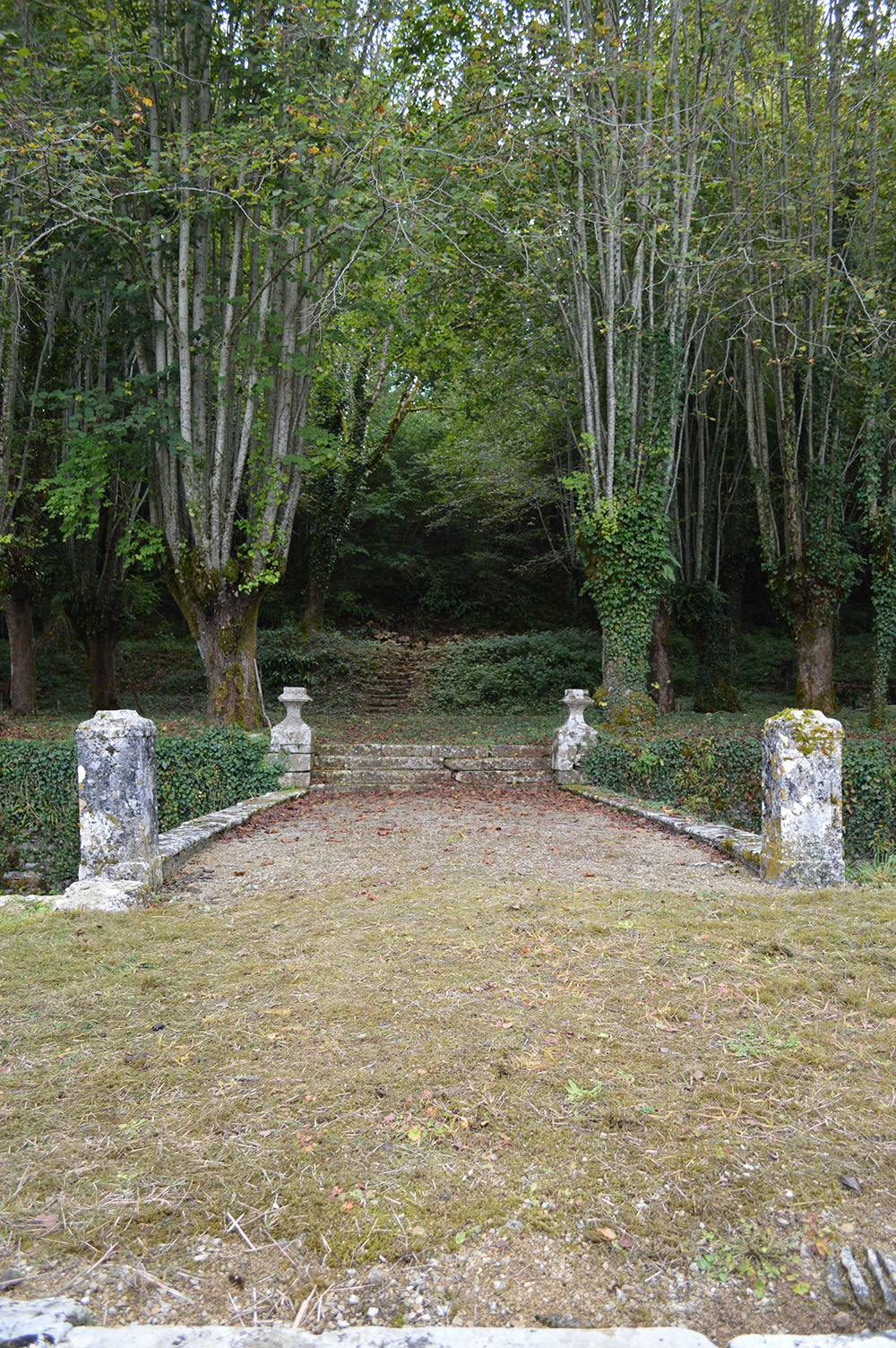
Pont sur la Seine.
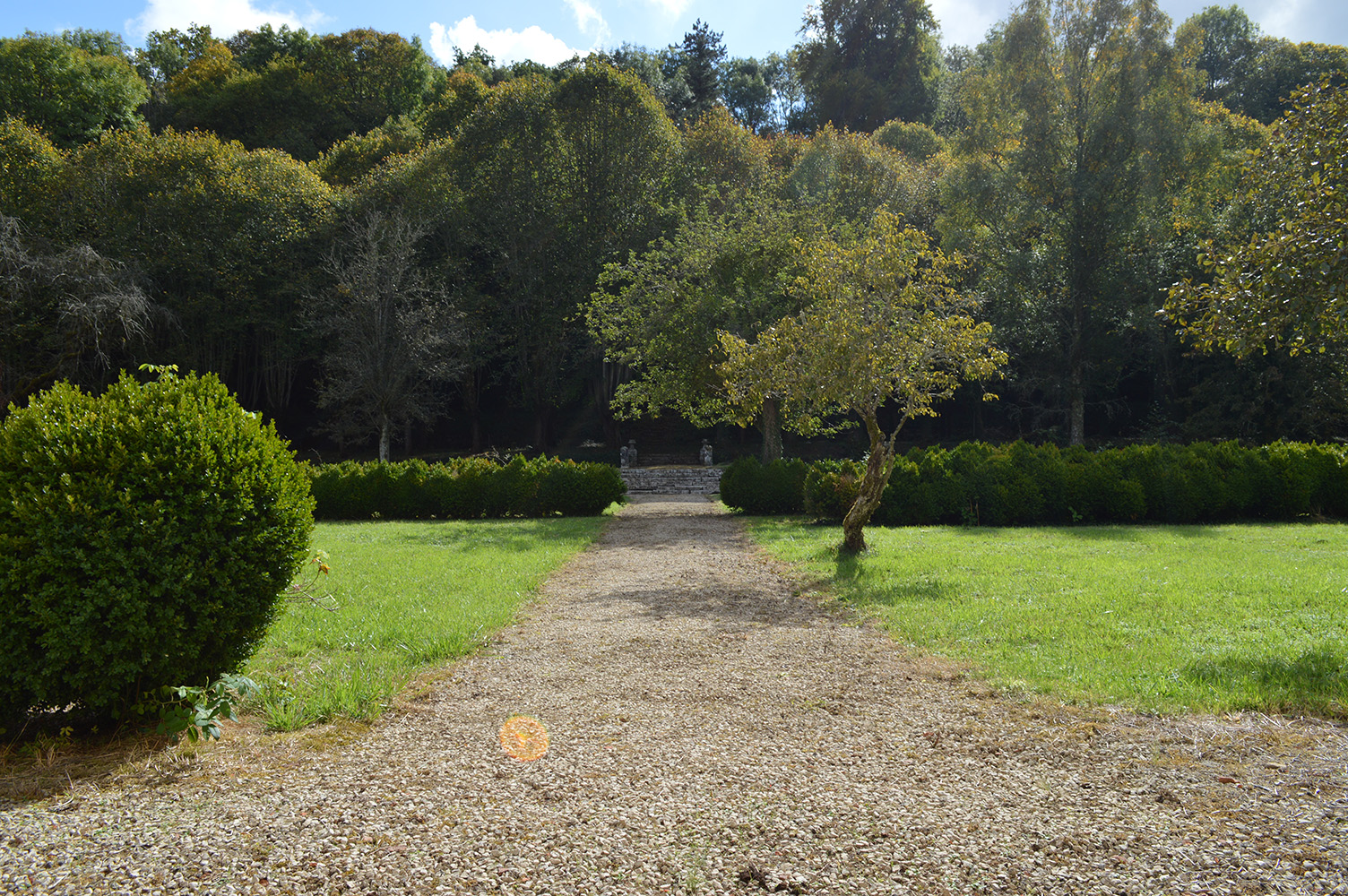
Jardin de buis.

Il est possible de découvrir les vestiges du jardin d'agrément des abbés d'Oigny durant toute la période estivale.

## Architecture
L'architecture générale de l'abbaye d'Oigny est aujourd'hui assez hétérogène, ayant été transformée au fil des époques et des besoins. Trois blocs principaux persistent formant une cour en U : Le bâtiment conventuel du XIIIe siècle à l'est, le logis abbatial du XVIIe siècle au sud, et un dernier ensemble très remanié dont la base du XIIIe siècle a été élargie au XVIIe siècle à l'ouest. L'église abbatiale qui fermait l'ensemble au nord a malheureusement disparu ainsi que le cloître.
L'orientation des bâtiments suit donc le plan type des abbayes de l'époque, on parle alors d'orientation régulière.

### Bâtiment conventuel
Le bâtiment conventuel est un imposant bâtiment de 60 m de long sur 12 m de large bâti au XIIIe siècle. Il est régulièrement appelé "aile des moines" car la vie du monastère s'y concentre (hors période des offices religieuses). À sa construction il abritait au rez-de-chaussée, la sacristie, la salle des morts, l'escalier conduisant au dortoir, la salle capitulaire, la salle des moines, le chauffoir et un espace dont la fonction n'est pas déterminée à ce jour. L'étage entier de ce bâtiment était constitué du grand dortoir des moines. Les combles sont formés par une très belle charpente dite en "coque de bateau renversée" ou, de façon plus précise, charpente à chevrons portant ferme, à jambettes et aisseliers courbes pour les deux tiers, et à poinçons pour le tiers restant.

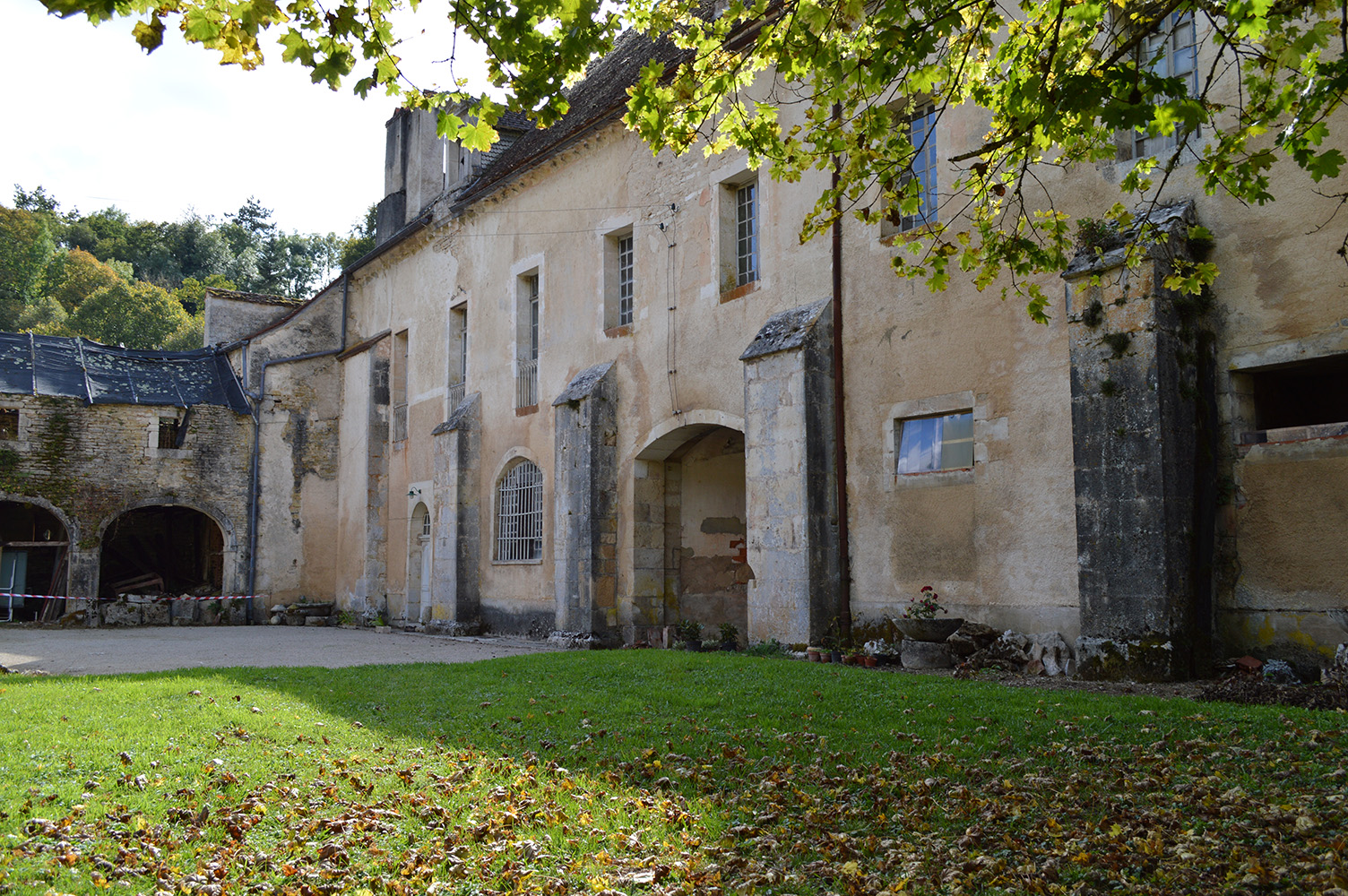
Vu du bâtiment conventuel depuis la cour Est de l'abbaye d'Oigny.

Les dispositions originelles du bâtiment conventuel ont cependant été changées au XVIIe siècle lorsque le logis abbatial fut construit au Sud à la place des cuisines et du réfectoire. La salle des moines deviendra donc le nouveau réfectoire et les cuisines furent établies dans le chauffoir. L'espace non-identifié décrit plus haut sera aménagé en vestibule et en salle à manger pour le logis abbatial. L’escalier distribuant le dortoir fut également remplacé par un magnifique escalier dont Bernard Sonnet a donné la description :

« Cet escalier à quatre noyaux et quatre volées droites est orné de balustres carrés en poire. Les noyaux sont formés de pilastres d'ordre toscan amortis au niveau supérieur par des boules. Cet escalier peut être comparé à ceux du Château de Villiers-le-Duc et de Blancey. »

— Bernard Sonnet, L'ancienne abbaye Notre Dame d'Oigny.
Enfin le grand dortoir fut aménagé en douze cellules individuelles distribuées par une grande galerie dont la surface correspond à la moitié de celle du dortoir d'origine.
Hormis ces aménagements intérieurs et l'élargissement des baies en façade, l'ensemble du bâtiment a plutôt bien conservé son intégrité.

### Logis abbatial
La construction du logis abbatial fut entamée à l'initiative des abbés commendataire du XVIIe siècle pour qui les bâtiments du XIIIe siècle manquaient cruellement de confort. C'est également une période où les monastères sont moins peuplés et où l'on peut donc aménager des espaces privatifs assez vastes. Pour construire ce nouveau logis il fut nécessaire de détruire le réfectoire originel ainsi que les cuisines et probablement les latrines. Ce logis est daté de 1680 à en croire le cadran solaire placé sur sa façade Sud avec l'inscription UNAM FIME (sic) que l'on doit lire ULTIMAM TIME (sans doute en allusion au jugement dernier).

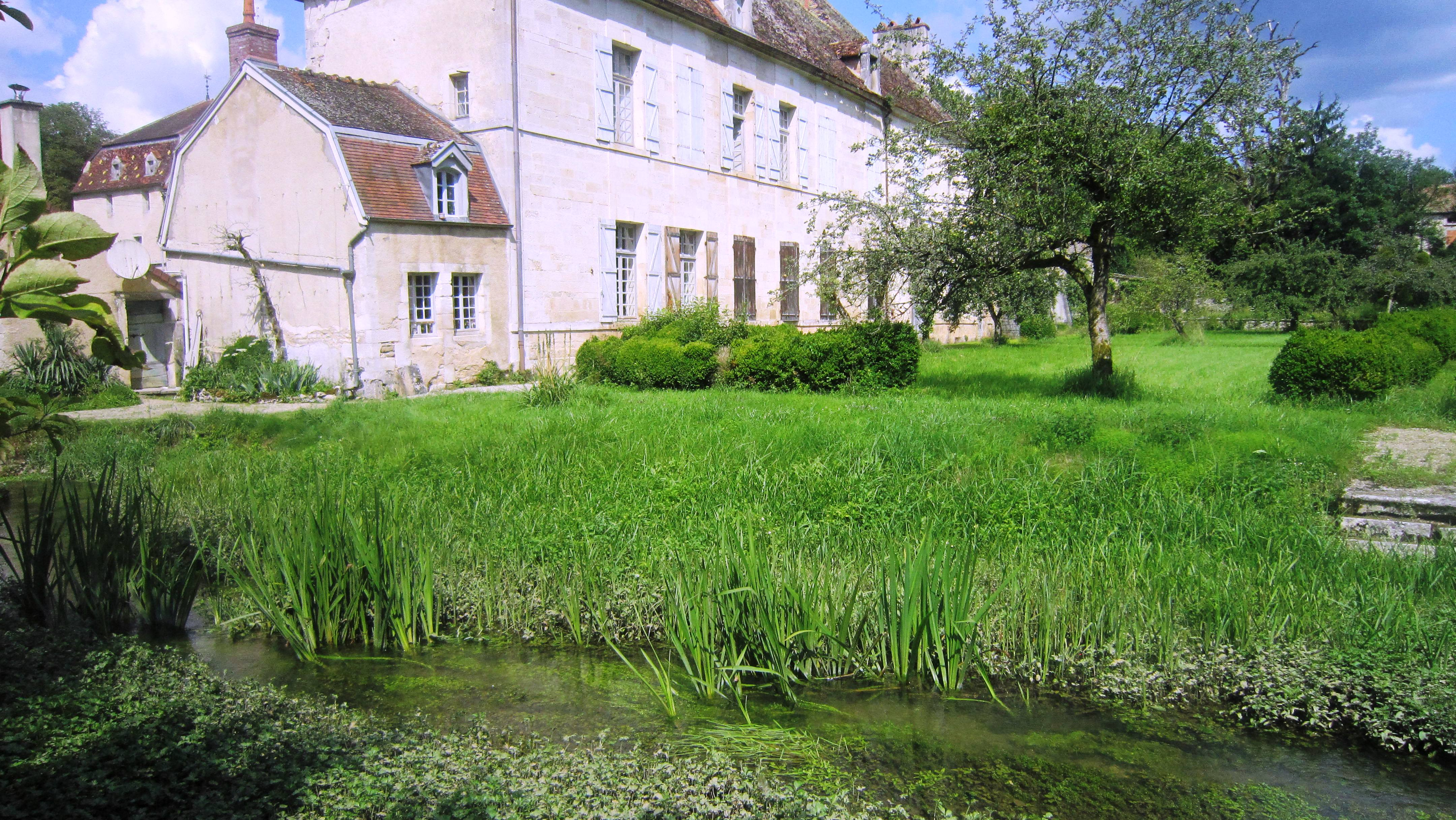
Logis abbatial.

Le bâtiment fait environ 35 m de long sur 7 m de large, mais comme décrit précédemment il empiète sur la surface du bâtiment conventuel au rez-de-chaussée auquel il emprunte deux salles voutées. La façade Sud fut donc harmonisée bien qu'elle ne soit pas symétrique contrairement aux goûts en vigueur au XVIIe siècle.
Depuis sa construction, ce logis est utilisé en habitation. Pour cette raison, les dispositions intérieures ont sans cesse été modernisées, d'où la difficulté pour décrire son état d'origine. On note toutefois que la distribution des pièces se fait principalement en enfilade.

### Bâtiment Ouest
Le bâtiment Ouest est sans doute le plus difficile à lire à l'abbaye d'Oigny. Déjà son usage est sujet à débat puisque si l'on suit le plan type d'une abbaye il aurait dû être dévolu aux convers et au cellier. Il contient d'ailleurs une salle dite Saint-Louis, qui aurait pu servir de réfectoire aux convers de par son architecture et sa situation géographique dans l'abbaye (angle sud-ouest).
Mais le bâtiment fut élargi à l'Ouest au XVIIe siècle, peut être faut-il y voir un changement de fonction à cette époque puisqu'une tradition orale le désigne comme étant le bâtiment accueillant les hôtes.
Cependant les transformations agricoles du XIXe siècle ont encore altéré les volumes, mais ces différents usages restent tout à fait probables.

### Prieurés, ermitages
L'ermitage Notre-Dame du Val de Seine, construit au XVIIe siècle par les moines de l'abbaye, dédié à la Vierge, est occupé par quelques moines de 1642 à 1790. Cet endroit est le lieu d'un pèlerinage où l'on amène les enfants morts sans avoir reçu le baptême. En 1732, ce sont 3 000 personnes qui viennent honorer la Vierge.
La statue de la Vierge date du XVIe siècle. Il existe toujours un pèlerinage sur ce lieu. L'ermitage est la propriété du diocèse de Dijon depuis 2008.

## Liste des abbés
Entre 1106 et 1790, quarante-trois abbés se sont succédé :
- 1106-1134 : Christophe
- 1134-1142 : Constantin
- 1142-1147 : Ulrich
- 1147-1195 : Hervé
- 1195-1198 : Barthélémy
- 1198-1206 : Pierre Ier de Dôle
- 1206-1210 : Guillaume Ier
- 1210-1221 : Robert
- 1221-1241 : Humbert
- 1241-1243 : Hugues Ier
- 1243-1259 : Rénier
- 1259-1311 : Guillaume II
- 1311-1335 : Renaud de Vallebussin
- 1335-13?? : Pons
- 13??-13?? : Eudes
- 13??-13?? : Jean Ier de Buze
- 13??-13?? : Jean II du Bosc
- 13??-13?? : Pierre II Azey
- 13??-13?? : Guillaume III de Mangon
- 13??-13?? : Guillaume IV de Vallebussin
- 13??-1409 : Hugues II de Boves
- 1409-1434 : Guy de Lériac
- 1434-1467 : Thibaud Viard
- 1467-14?? : Hugues III Fillandrier
- 14??-1483 : cardinal Jean Rolin
- 1483-1517 : Étienne de Saint-Moris
- 1517-1535 : Christian Gendron
- 1535-15?? : André de Montmorency-Laval
- 15??-1575 : cardinal Philippe de Lenoncourt
- 1575-15?? : Olivier de Guédon
- 15??-15?? : Nicolas de Vienne
- 15??-15?? : Jean IV de Habenville
- 15??-1605 : Jean V Chaudiot
- 1605-1607 : Laurent Chrétel
- 1607-1611 : Guillaume V de Rigny
- 1611-1625 : Claude Blondeau
- 1626-1644 : Victor Le Bouthillier de Chavigny
- 1644-1694 : Jean VII Bouthillier
- 1694-1697 : François Ier Bouthillier de Chavigny
- 1697-1731 : Denis-François Bouthillier de Chavigny
- 1731-1754 : François III de Beaumont d’Autichamp
- 1754-1787 : Pierre III François-Joachim Bouettin, prêtre, chanoine régulier, licencié-ès-lois
- 1787-1790 : Roger-Henri de Dillon

## Moines et hôtes illustres
Parmi les hôtes de l'abbaye, on peut citer :
- Jean Clart, ermite au Val de Seine en 1624.
- Antoine d'Essertenne, ermite au Val de Seine en 1669.
- César de Chagny, ermite au Val de Seine en 1792.

## Archives de l'abbaye
- Archives départementales de la Côte-d'Or : cartulaire de l'abbaye Notre-Dame d'Oigny XVe siècle-XVIe siècle, cote AD, 21, 19H (Cart.206), 99 feuillets allant de 1190 à 1472.

### Plans
- 19 H 1, 7 plans des bois de l'abbaye.

### Liasses
- 19 H 664 : Fondations, cartulaire de Baigneux, concordat entre l'abbé et les religieux, baux généraux, bois, rentes, aliénations.
- 19 H 665 : Baigneux, Oigny, Braux, Alise-Sainte-Reine, Ampilly-les-Bordes, Billy-lès-Chanceaux.
- 19 H 666 : Dampierre, Darcey.
- 19 H 667 : Dijon.
- 19 H 668 : Etalente, Prôlois, Gissey, Fixin, Échalot, métairie d'Etalente.
- 19 H 669 : Magny-Lambert, Marcilly-lès-Vitteaux, Vitteaux, Posanges, Cessey, Arnay-lès-Vitteaux, Mauvilly, Melson, Ménétreux-le-Pitois, Bussy-le-Grand, Oigny.
- 19 H 670 : Métairies d'Oigny, granges d'Oigny.
- 19 H 671 : Orret, Poisel.
- 19 H 672 : Venarey-les-Laumes, Volnay, Salives.
- B 2/1170 à 1173 : justices seigneuriales, 1440-1790, (anciennement 19 H 673).
- 19 H SUP/1 : pièces diverses.

### Registres
- 19 H/ R 745 : terrier 1490.
- CART. 206.
- INV. 117 : inventaire des biens, milieu du XVIIe siècle.
- INV. 339 : inventaire des biens vers 1780.